# Ritmo (Bad Boys for Life)
Ritmo (Bad Boys for Life) is een nummer van uit 2019 van de Amerikaanse hiphopformatie The Black Eyed Peas en de Colombiaanse zanger J Balvin. Het nummer staat op de  soundtrack van de film Bad Boys for Life.
In het nummer is het refrein uit The Rhythm of the Night van Corona gesampled.

## Commercieel succes
Met "Ritmo (Bad Boys for Life)" is het voor het eerst sinds 2011 dat The Black Eyed Peas weer wereldwijd een hit scoren. Het nummer behaalde in de Amerikaanse Billboard Hot 100 de 26e positie, en werd in Zuid-Amerika en in een aantal Europese landen een hit. In J Balvins thuisland Colombia haalde het bijvoorbeeld de nummer 1-positie. 
In Nederland haalde het nummer de eerste positie in de Tipparade, terwijl het in de Vlaamse Ultratop 50 een bescheiden 30e positie pakte.